# Epimedium membranaceum
Epimedium membranaceum là một loài thực vật có hoa trong họ Hoàng mộc. Loài này được K.Mey. mô tả khoa học đầu tiên năm 1922.